# Bernard Hopkins

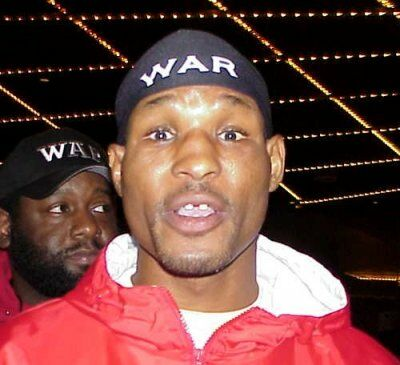
Hopkins in 2009

Bernard Humphrey Hopkins jr. (Philadelphia (Pennsylvania), 15 januari 1965) is een Amerikaans professioneel bokser. Zijn bijnaam luidde The Executioner en later "The Alien" door zijn ongekend fitte fysiek als bijna 50-jarige. Hopkins is in 2014 met 49 jaar oud de alleroudste bokser in de geschiedenis die streed om een wereldtitelgevecht.
Na zijn overwinning op Oscar de la Hoya op 18 september 2004 werd hij algemeen gezien en ervaren als de onbetwiste kampioen in zijn gewichtsklasse. Hij had toen de titels van de vier aansprekende profboksbonden - IBF, WBC, WBA en WBO - in handen. De wedstrijd tegen De la Hoya was waarschijnlijk de belangrijkste uit zijn carrière. In de negende ronde sloeg hij zijn opponent knock-out. Hopkins had na deze overwinning 45 wedstrijden gewonnen, waarvan 32 met een KO), twee verloren en één onbeslist. 
Op 19 februari 2005 verdedigde Hopkins met succes en voor de twintigste keer zijn titel(s) tegen Europees kampioen in het middengewicht, Howard Eastman. Onverwacht kwam dan ook zijn nederlaag, op 16 juli 2005, tegen de op dat moment echter nog ongeslagen Jermain Taylor. Pas laat in het duel kwam Hopkins op gang, maar het was te laat om Taylor af te houden van een overwinning op punten. Hopkins verloor de rematch, Taylor was agressiever en kreeg de unanieme beslissing. Later ging Hopkins van middengewicht naar licht-zwaargewicht en versloeg de kampioen, Antonio Tarver om de nieuwe kampioen te worden. Hij verloor de titel tegen Joe Calzaghe, maar wist daarna wel de eerste man te worden om Kelly Pavlik te verslaan.